# 直接媒體介面
直接媒體介面（英語：Direct Media Interface，DMI）是英特爾專用的匯流排，用於電腦主機板上南橋晶片和北橋晶片之間的連接。
DMI的首次應用是作為2004年推出的英特爾900系列北橋晶片與ICH6南橋晶片之間的連接介面。此前英特爾推出的晶片組採用一種名為集線器介面（Hub Interface）的介面來連接南橋和北橋，而伺服器用途的晶片組使用與之類似但頻寬更高一些的企业南桥接口（Enterprise Southbridge Interface，缩写ESI）。DMI儘管命名可追朔自ICH6，但英特爾為了列出晶片的裝置相容性詳細資料，而專門使用了“Direct Media Interface”的命名，因此DMI並不能保證允許特定的南橋-北橋晶片的搭配。

## 技術概覽
DMI與PCIe匯流排共用了大量的技術特性，像是多通道、差分信號、點對點連線、全雙工等。大部分DMI的通訊佈局類似於PCIe x4規格，不過，最初一些行動電腦平台上則是使用接近PCIe x2的規格，頻寬減半，例如915GMS、945GMS/GSE/GU以及Atom N450。DMI 1.0使用x4鏈路時在一個傳輸方向上能提供10Gbit/s（1.16GB/s）的頻寬。
DMI 2.0於2011年發表，使用x4鏈路佈局是能提供2GB/s的頻寬，接近兩倍於DMI。此時英特爾用它來連接CPU與PCH。:14
2015年3月9日，英特爾發布基於Broadwell微架構的SoC處理器Xeon D。DMI 3.0於2015年8月釋出，每通道可擁有最大8GT/s的吞吐量，x4規格時有3.93GB/s的頻寬。也用於CPU與PCH的連接。部分SoC的SkyLake處理器（如Ultrabook使用的超低壓CPU）連帶PCH整合進CPU封裝上，連接採用片上連接，即OPI（On Package DMI interconnect Interface，封装的DMI互联接口），是一個片上系統的佈局。

## 實作
支援DMI的北橋晶片有英特爾的915系列、925系列、945系列、955系列、965系列、975系列、G31/G33/P33/P35/X38系列、G41/G43/P43/P45/X48系列以及英特爾最後的獨立北橋晶片X58。
而支援DMI的處理器，是從整合到處理器上的北橋部分引出，這些處理器有Atom、第一代Core i3/i5/i7（除了Core i7 9xx系列）。到DMI 2.0時，英特爾已經沒有新的獨立北橋晶片了，由CPU Uncore部分提供DMI界面，使用Sandy Bridge微架構的第二代Core i3/i5/i7、奔騰和賽揚系列及以後的新型號全數支援DMI 2.0，直到使用Skylake微架構的第6代Core系列為止。
支援DMI的南橋晶片有ICH6、ICH7、ICH8、ICH9、ICH10、NM10，支援DMI的PCH：P55/H55、H57/Q57、PM55/HM55、HM57/QM57/QS57。
支援DMI 2.0的PCH有Z68、P67/H67/Q67、Q65/B65、H61、HM65、HM67/QM67/QS67、Z77/H77/Q77、Z75/Q75/B75、X79、HM75/HM76/HM77/UM77/QM77/QS77、H81、B85/Q85、Q87/H87/Z87、H97/Z97、C222/C224/C226/X99、H110、H210、H310。
支援DMI 3.0的PCH有Z170/H170/HM170/Q170/QM170、Q150/B150、C236、CM236以及C232。後續發表的英特爾200系列晶片組、300系列晶片組和400系列晶片組也支援DMI 3.0（H310晶片組除外）。